# Берёзовый (Краснодарский край)
Берёзовый — посёлок в Прикубанском внутригородском округе города Краснодара. Административный центр Берёзовского сельского округа. Находится возле поселка "Южный"

## География
Берёзовый расположен в северной части городского округа Краснодара и примыкает южной стороной к городской черте Краснодара.

## История
11 марта 1977 года, Исполком горсовета присвоил наименования населённым пунктам, расположенным на территории Ленинского, Первомайского и Советского районов города Краснодара (ранее они числились «безымянно», как посёлки различных хозяйств): Колосистый (посёлок опытно-производственного хозяйства КНИИСХ имени П.П.Лукьяненко), Берёзовый, Лазурный, Индустриальный, Российский, Победитель, Дружелюбный, Плодородный, Зональный, Знаменский и Зеленопольский. А 28 октября того же года получили ещё два посёлка – Экспериментальный и Прогресс.

## Население
| 2002 | 2010  | 2021  |
| ---- | ----- | ----- |
| 6320 | ↗6743 | ↗7605 |